# سه دره (جهرم)
سِه‌دَرّه روستایی است در شهرستان جهرُم در استان فارس ایران.
این روستا در دهستان جلگاه در بخش مرکزی شهرستان جهرم قرار دارد. جمعیت این روستا در سرشماری عمومی نفوس و مسکن سال ۱۳۸۵ برابر با ۵۴ نفر بود.